# Партия мира и процветания
Партия мира и процветания (дзонг-кэ འབྲུག་ཕུན་སུམ་ཚོག་པ, вайли  'brug phun-sum tshog-pa, лат. Druk Phuensum Tshogpa) — одна из двух зарегистрированных политических партий Бутана. Партия была сформирована 25 июля 2007 года в результате слияния Всенародной партии и Объединённой народной партии Бутана, которые просуществовали недолго.
Рабочий комитет новой партии, который возглавил бывший премьер-министр Бутана Джигме Тинлей, определил название партии. 15 августа 2007 года Джигме Тинлей был избран председателем партии. В этот же день партия подала официальную заявку на регистрацию, став таким образом второй партией, сделавшей это. 2 октября 2007 года партию зарегистрировала избирательная комиссия. 24 марта 2008 года партия принимала участие в первых демократических парламентских выборах в Бутане. По итогам выборов партия заняла 45 из 47 мест в Национальной ассамблее.